# SR-Klasse Ps-4
Die Klasse Ps-4 der US-amerikanischen Southern Railway (SOU oder SR) ist eine Dampflokomotive mit der Achsfolge 2'C1' (Pacific) und einem Zweizylinder-Triebwerk. Die 64 zwischen 1923 und 1928 produzierten Exemplare wurden auch von den SR-Tochtergesellschaften Alabama Great Southern Railroad (AGS) und Cincinnati, New Orleans, and Texas Pacific Railway (CNO&TP) genutzt und waren für ihre dunkelgrüne und goldfarbene Lackierung bekannt. Heutzutage ist mit der SR № 1401 nur noch eine einzige Lokomotive der Serie erhalten, die als Dauerexponat im National Museum of American History ausgestellt ist. John H. White, Jr. (* 1933), ehemaliger Kurator der Smithsonian Institution, urteilte, die Klasse Ps-4 rangiere „unter den meist gefeierten in den Vereinigten Staaten betriebenen Passagierlokomotiven“.

## Entwicklung
1923 gab die Southern Railway Bestellungen für neue Dampflokomotiven mit 2'C1'-Achsfolge in Auftrag, die in der Lage sein sollten, sowohl bis zu 14 Personenwagen über moderate Steigungen zu ziehen als auch Spitzengeschwindigkeiten von bis zu 130 Kilometer pro Stunde (80 mph) zu erreichen. Die Produktion der ersten Marge erfolgte noch im gleichen Jahr in den Werkstätten der American Locomotive Company (ALCo) in Schenectady im Bundesstaat New York; 26 Lokomotiven (№ 1366–1392) wurden an die SR, fünf an die CNO&TP (№ 6471–6475) und vier an die AGS (№ 6684–6687) ausgeliefert. Sie basierten auf dem USRA-Designstandard „Light Pacific“, wurden jedoch hinsichtlich der Bedürfnisse und Maßgaben der Southern Railway modifiziert. So hatten sie beispielsweise mit 1850 mm einen kleineren Treibraddurchmesser gegenüber den 2006,6 mm des Standards sowie geräumigere Bremserhäuser. Darüber hinaus verfügten sie über einen einmoduligen Speisewasser-Erhitzer vom Typ 3-B Worthington unter dem linken Trittbrett.
Zwei Jahre später reiste 1925 der SR-Präsident Fairfax Harrison ins Vereinigte Königreich und bewunderte dort die grüne Farbgebung, die die namensgleiche britische Southern Railway für ihre Dampflokomotiven verwendete. Harrisons Eindrücke inspirierten das Erscheinungsbild der zweiten Produktionsschiene der Ps-4, die die ALCo in ihrem Werk in Richmond, Virginia, fertigen ließ. Sie wurde 1926 ausgeliefert und die Maschinen waren größtenteils grün lackiert, der Farbton glich jedoch eher jenem, den die London and North Eastern Railway verwendete. Die Zierleisten und Teile der Verkleidung erhielten zudem einen goldenen und die Rauchkammer einen silbernen Anstrich. Von den 22 Lokomotiven dieser Bestellung erhielt die SR elf (№ 1393–1404), die CNO&TP sieben (№ 6476–6482) und die AGS vier (№ 6688–6691) Exemplare. Abgesehen vom Farbschema, das bald für alle SR-Passagierlokomotiven übernommen wurde, wies diese zweite Serie weitere nennenswerte Unterschiede zur ersten auf. So platzierte man den neuen Speisewasser-Erhitzer von Elesco direkt quer auf dem vorderen Ende der Rauchkammer zwischen der Signalglocke und dem Schornstein. Ferner erhielt der Tender eine zusätzliche Achse, was die Kapazität des Wasserkastens deutlich erhöhte und den Zug für längere Fernfahrten rüstete.
Die letzte Produktionsserie der Ps-4 folgte 1928, diesmal durch die Baldwin Locomotive Works in Eddystone, Pennsylvania. Sie bestand aus nur fünf Lokomotiven, die alle an die SR geliefert wurden (№ 1405–1409). Die Tender wurden wieder verkleinert, boten aber weiterhin einen größeren Wasserspeicher als in der ersten Serie von 1923. Eine weitere bedeutende Änderung war der Wechsel von der bisherigen Baker- zu einer Walschaert-Steuerung. Die letzte gefertigte Lokomotive der Klasse Ps-4, die SR № 1409, besaß darüber hinaus eine verlängerte Rauchkammer mit einem experimentellen verkleideten Speisewasser-Erhitzer über dem Spitzensignal. Dieser wurde später gegen ein Worthington-Modell aus der ersten Serie ausgetauscht.

## Einsatz
Die Lokomotiven der Klasse Ps-4 wurden neben vielen anderen Zügen auch den „Aushängerschildern“ der Southern Railway – dem Crescent, dem Piedmont Limited, dem Aiken-Augusta Special sowie dem Birmingham Special – zugeteilt. Die CNO&TP nutzte sie unter anderem für die Züge Royal Palm, Ponce de Leon, Queen & Crescent und Florida Sunbeam. 1941 begann SR, die Serie zugunsten von Diesellokomotiven außer Dienst zu stellen. Im Zuge des Eintritts der Vereinigten Staaten in den Zweiten Weltkrieg vermochte das Unternehmen jedoch nicht, zusätzliche Diesellokomotiven zu erwerben, weshalb man sich dafür entschied, die Klasse Ps-4 für die Dauer des Krieges weiter zu verwenden. Nach Kriegsende wurde die schrittweise Abschaffung fortgeführt und 1948 waren die 64 Lokomotiven weitgehend außer Dienst. Zwischen 1949 und 1953 wurden alle bis auf eine verschrottet.

## Verbleib

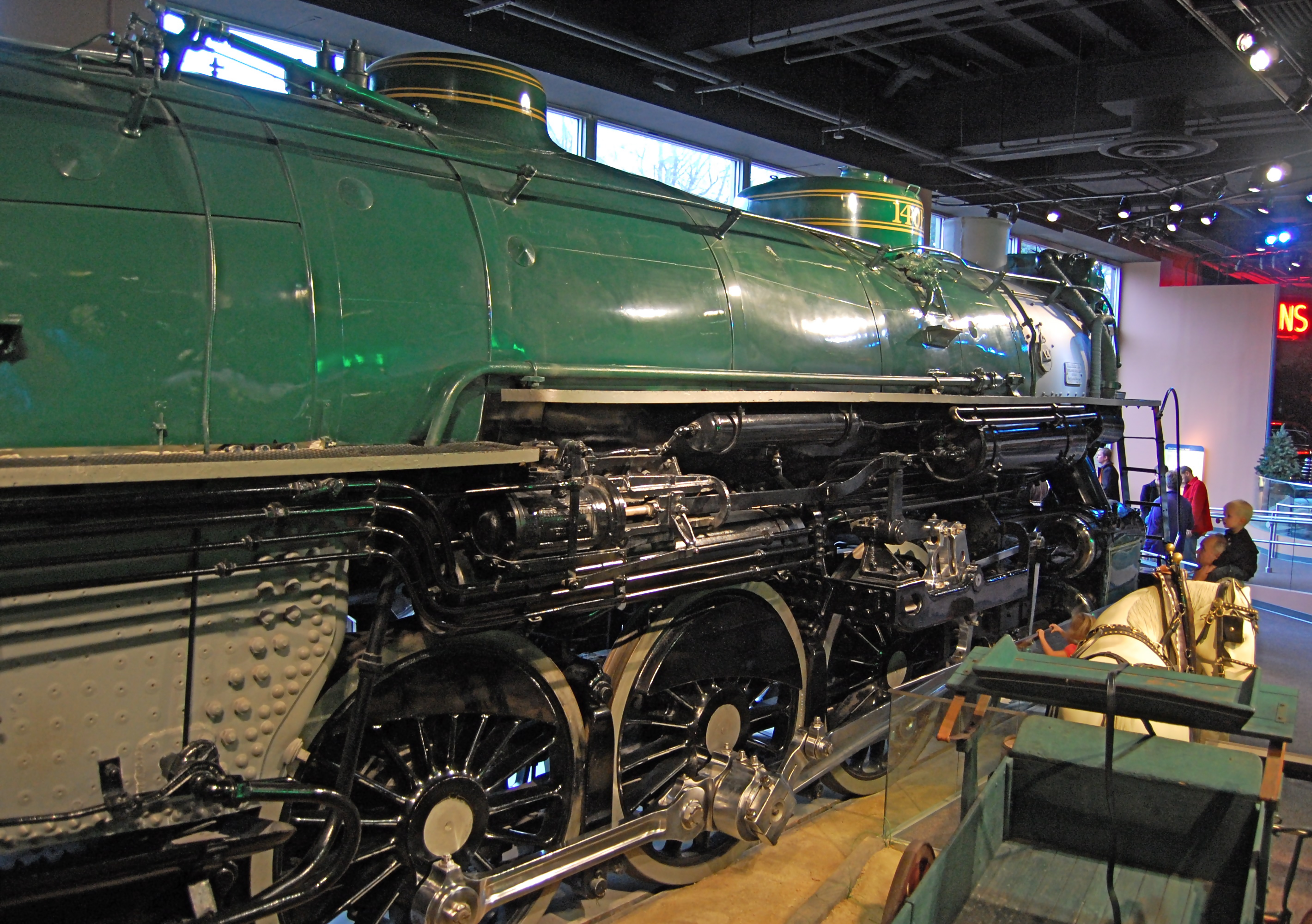
Die Ps-4 SR № 1401 im National Museum of American History in Washington, D.C.

Das letzte existierende Exemplar der Klasse Ps-4 ist die SR № 1401 aus der Produktionsmarge von 1926. Sie erlangte dadurch Berühmtheit, dass sie eine der Lokomotiven war, die 1945 dem Leichnam Franklin D. Roosevelts aus dessen Sterbeort Warm Springs, Georgia, zurück nach Washington, D.C. transportierten. 1951, nach der Außerdienststellung der Klasse, setzte sich der Kriegsveteran und außerberufliche Rechtsberater Graham Claytor für den Erhalt der Lokomotive ein und überzeugte den damaligen SR-Präsidenten Harry deButts, sie der Smithsonian Institution zu spenden. Sie wurde daraufhin von der Southern Railway restauriert und eingelagert, ehe man sie 1961 im National Museum of American History aufstellte, das drei Jahre später eröffnete.
Claytor selbst stieg später zum Präsidenten der Bahngesellschaft auf und versuchte Mitte der 1960er Jahre, die SR № 1401 von ihrem neuen Besitzer zu mieten, um sie im SR-Dampflokomotiven-Ausflugsprogramm einzusetzen. Die Smithsonian Institution verweigerte jedoch die Herausgabe für diesen Zweck und Claytor pachtete stattdessen die ältere SR 4501, eine ursprüngliche Frachtlokomotive mit der Achsfolge 1'D1', und ließ sie im Farbschema der Ps-4 anstreichen.